# High Melton
High Melton – wieś w Anglii, w hrabstwie ceremonialnym South Yorkshire, w dystrykcie metropolitalnym Doncaster. Leży 21 km na północny wschód od miasta Sheffield i 235 km na północ od Londynu.